# Petasanthes leucactis
Petasanthes leucactis är en fjärilsart som beskrevs av Edward Meyrick 1925. Petasanthes leucactis ingår i släktet Petasanthes och familjen plattmalar. Inga underarter finns listade i Catalogue of Life.